# 昌吉市北部荒漠生态保护管理站
昌吉市北部荒漠生态保护管理站，是中华人民共和国新疆维吾尔自治区昌吉回族自治州昌吉市下辖的一个乡镇级行政单位。

## 行政区划
昌吉市北部荒漠生态保护管理站下辖以下地区：
农场生活区一和农场生活区二。